# زور بقرايا
زور بقرايا' (بالإنجليزية: Zoor Buqraia)‏ قرية سورية صغيرة في حمص تتبع إداريّاً لبلدة نويحة التابعة لناحية خربة تين نور غرب محافظة حمص.

## جغرافيا
تقع القرية غرب مدينة حمص، إلى الجنوب من قرية خربة تين نور، على طريق قرية نويحة.

## النشاط البشري
القرية صغيرة جدا وتفتقر لأدنى الخدمات كالطرقات والمدارس وتعتمد في ذلك على القرى المجاورة كقرية نويحة ودنحة وخربة غازي وخربة تين نور.